# 青堆站
青堆站位于中国辽宁省大连市下辖庄河市青堆镇，经过本站的铁路有丹大城际铁路，距丹东站119公里，大连北站174公里，建筑面积1100平方米，为客运四等火车站。

## 历史
青堆站于2015年12月17日随丹大快速铁路一起投入使用。

## 外部連結
- 中国铁路客户服务中心（页面存档备份，存于）